# Martin Mesík
Martin Mesík (né le 17 octobre 1979) est ancien sauteur à ski slovaque.

## Palmarès

### Jeux Olympiques
| Épreuve / Édition | Nagano 1998 |
| Petit Tremplin    | 60e         |
| Grand Tremplin    | 26e         |

### Championnats du monde
| Épreuve / Édition | Trondheim 1997 | Ramsau 1999 | Lahti 2001 | Oberstdorf 2005 | Sapporo 2007 |
| Petit Tremplin    | 39e            | 53e         | 34e        | 47e             |              |
| Grand Tremplin    | 20e            | 45e         | 44e        |                 | 50e          |

### Championnats du monde de vol à ski
| Épreuve / Édition | Kulm 1996 | Oberstdorf 1998 | Vikersund 2000 | Harrachov 2002 | Planica 2004 | Kulm 2006 |
| Individuel        | 45e       | 25e             | 36e            | 28e            | 29e          | 33e       |

### Coupe du monde
- Meilleur classement final: 66e en 2003.
- Meilleur résultat: 16e.